# Papillarmuskel

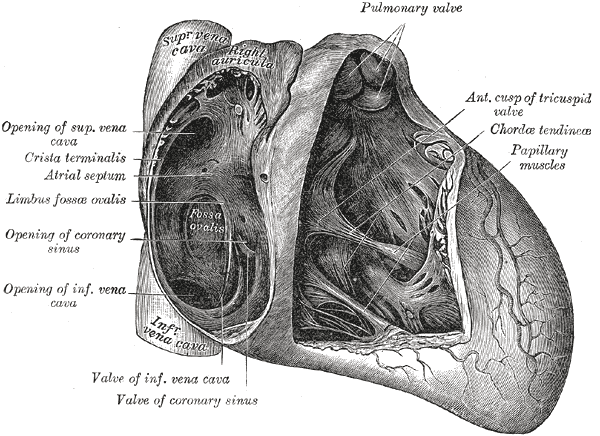
Gray’s Anatomy, Abb. 493: Schnitt durch das rechte Herz.

Ein Papillarmuskel (Musculus papillaris) ist eine warzenförmige Vorstülpung des Herzmuskels in das Herzinnere, der über Sehnenfäden (Chordae tendineae) mit den sogenannten Segeln einer Segelklappe zwischen Vorhof (Atrium) und Herzkammer (Ventrikel) verbunden ist (li: Mitral- und re: Trikuspidalklappe).
Durch die Kontraktion der Papillarmuskeln werden die Sehnenfäden gespannt. Dies führt allerdings nicht zum Öffnen oder Schluss der Klappen, die nur passiv aufgrund der Druckunterschiede zwischen Vorhof und Kammer bewegt werden, sondern verhindert lediglich ein Durchschlagen der Klappen zurück in die Vorhöfe.
In der rechten Herzkammer (Ventrikel) gibt es drei, in der linken nur zwei Papillarmuskeln.
Im Rahmen eines Herzinfarkts kann es zu einem Papillarmuskelabriss kommen. Dieser tritt gehäuft am linken hinteren Muskel auf und kann somit zur akuten Mitralklappeninsuffizienz oder zum Mitralklappenprolaps und damit eventuell zur akuten Linksherzinsuffizienz und als Folge davon zum kardiogenen Schock führen. Sind die rechten Papillarmuskeln betroffen, kommt es zur Trikuspidalinsuffizienz und in der Folge gegebenenfalls zur Rechtsherzinsuffizienz.
Im EKG ergibt die Repolarisierung der Papillarmuskeln die sogenannte U-Welle. Diese ist allerdings physiologischer Weise nicht sichtbar und tritt vor allem bei Hypokaliämie auf.